# Chamaedorea atrovirens
Chamaedorea atrovirens là loài thực vật có hoa thuộc họ Arecaceae. Loài này được Mart. mô tả khoa học đầu tiên năm 1852.

## Hình ảnh

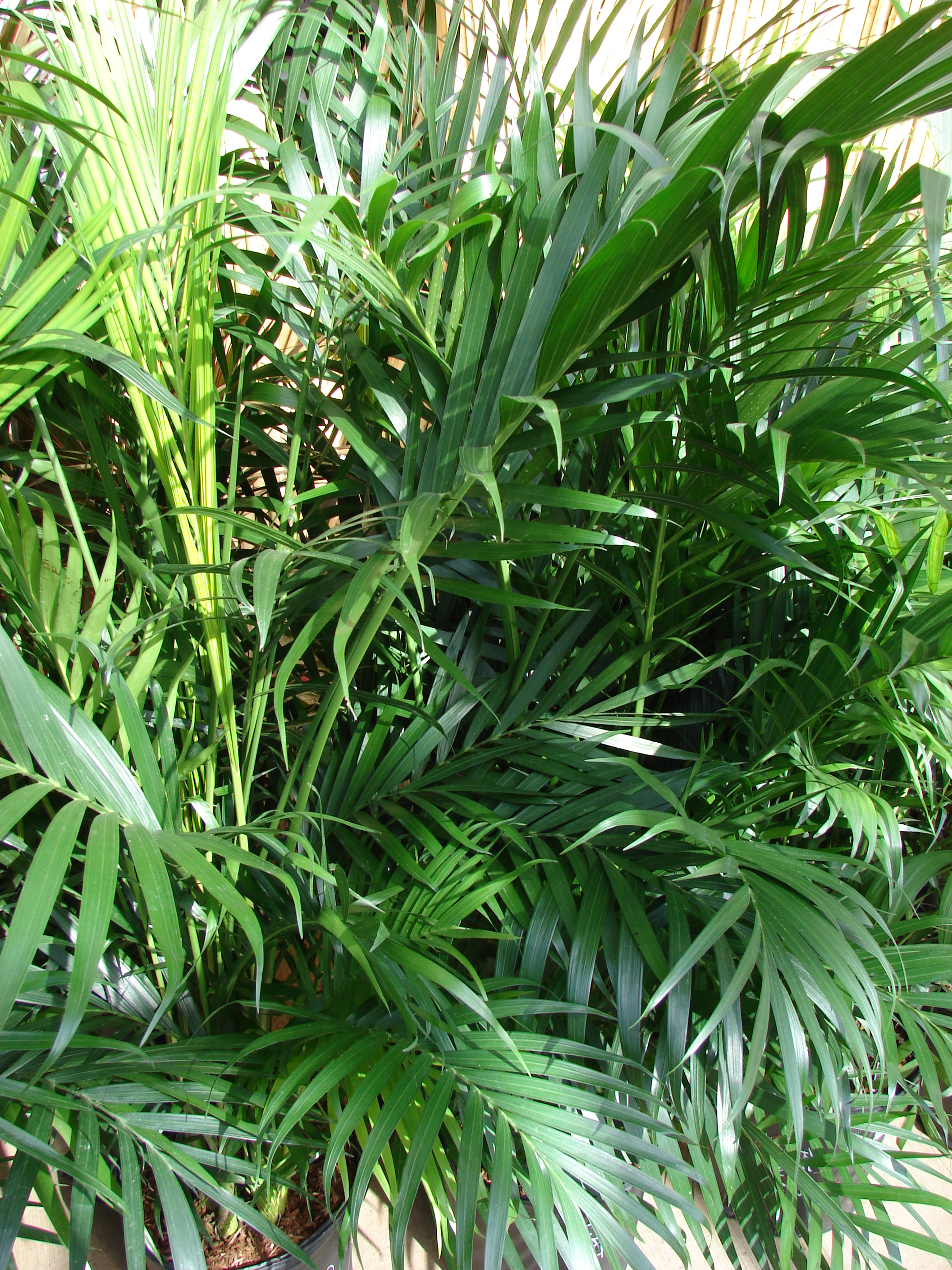